# Alimurgia
L'alimurgia (dal latino alimentia urgentia: alimenti in caso di necessità) è il nutrirsi di prodotti selvatici edibili, all'inizio rimedio obbligato in tempi di carestie oggi per altri scopi salutistici o voluttuari. Recentemente è venuto di moda definire questa attività con il termine inglese foraging.
Trattandosi soprattutto di vegetali, vengono chiamate piante alimurgiche se appunto commestibili, e perciò prive di sostanze velenose o comunque dannose per l'organismo.
Il termine alimurgia fu coniato del medico e naturalista fiorentino Giovanni Targioni-Tozzetti (1712-1783) nel trattato De alimenti urgentia (1767), opera che trattava della possibilità di far fronte alle carestie, ricorrendo all'uso dei prodotti spontanei della terra e principalmente delle verdure.
Le parti commestibili (o edùli) di una pianta possono essere diverse: foglie, fusto, germogli, fiori, radici, tuberi, bulbi e bacche.

## Alcune piante alimurgiche
- amaranto comune Amaranthus retroflexus
- bardana maggiore Arctium lappa
- borsa del pastore capsella bursa-pastoris
- borragine borago officinalis
- Farinello buon-enrico Chenopodium bonus-henricus
- carletti Silene vulgaris
- dente di leone Taraxacum officinale
- erba di san pietro o erba buona Tanacetum balsamita
- primula odorata primula veris
- viola mammola viola odorata
- cicoria comune Cichorium intybus
- ortica urtica dioica
- parietaria Parietaria officinalis
- piantaggine plantago spp.
- portulaca portulaca oleracea
- farinello o farinaccio Chenopodium album
- Nasturzio